# Marius Popa
Marius Cornel Popa (Nagyvárad, 1978. július 31. –) román válogatott labdarúgókapus, jelenleg az Oțelul Galați kapusedzője.